# Combretum obscurum
Combretum obscurum là một loài thực vật có hoa trong họ Trâm bầu. Loài này được Tul. mô tả khoa học đầu tiên năm 1856.